# 주천고등학교
주천고등학교(酒泉高等學校)는 대한민국 강원특별자치도 영월군 주천면 주천리에 있는 공립 고등학교이다.

## 학교 연혁
- 1946년 4월 1일 : 주천중학교 설립인가
- 1951년 8월 31일 : 중학교 및 주천농업고등학교로 분리
- 1952년 3월 25일 : 제1회 졸업식 거행
- 1989년 3월 1일 : 주천농업고등학교를 주천종합고등학교로 개편(축산과, 원예과 폐지, 보통과 2학급 신설)
- 2002년 12월 19일 : 자영농과를 생명산업자영과로 변경
- 2007년 3월 1일 : 주천종합고등학교에서 주천고등학교로 교명 변경
- 2009년 3월 1일 : 특수학급(1학급) 신설
- 2024년 3월 1일 : 제33대 조승도 교장 취임
- 2025년 1월 4일 : 제74회 졸업식(졸업생수 32명) 총 졸업생수 5,153명
- 2025년 3월 4일 : 입학식(신입생29명)

## 설치 학과
- 일반학과
- 생명산업자영과

## 참고 자료
- 주천고등학교 - 한국교육학술정보원 학교알리미